# Lampyris olivieriana
Lampyris olivieriana là một loài bọ cánh cứng trong họ Đom đóm (Lampyridae). Loài này được Heyden miêu tả khoa học năm 1890.